# Feśkiwka
Feśkiwka (ukr. Феськівка) – wieś na Ukrainie, w obwodzie czernihowskim, w rejonie koriukowskim, w hromadzie Mena. W 2001 liczyła 1241 mieszkańców, spośród których 1228 wskazało jako ojczysty język ukraiński, 12 rosyjski, a 1 białoruski.

## Urodzeni
- Hryhorij Koczur